# Stile Antico
Para el conjunto musical del mismo nombre, véase Stile Antico (grupo)
Stilo antiquo (latín) o Stile antico (italiano) es un término musical que describe una manera de componer desde el siglo XVI hasta el siglo XX en la que la música imita el estilo compositivo del último Renacimiento. Se contrapone al stile moderno.
Ejemplos de stilo antiquo son el “Stabat mater” de Domenico Scarlatti y la “Fuga en do sostenido menor, BWV 849” (segundo movimiento) de “El clave bien temperado” de Johann Sebastian Bach.
- Datos: Q951392